# 카나다 아키
카나다 아키(일본어: 金田 アキ, 1983년 8월 18일 ~ )는 일본의 여성 성우. 아이치현 출신. 오기프로 THE NEXT 소속이였다가, 2018년 10월 1일부로 Zynchro 소속이 되었다.